# Lijst van bouwwerken in Groningen (stad)
Een lijst van gebouwen in de stad Groningen waarover een artikel bestaat op de Nederlandstalige Wikipedia. De lijst bevat ook verdwenen gebouwen.

## A

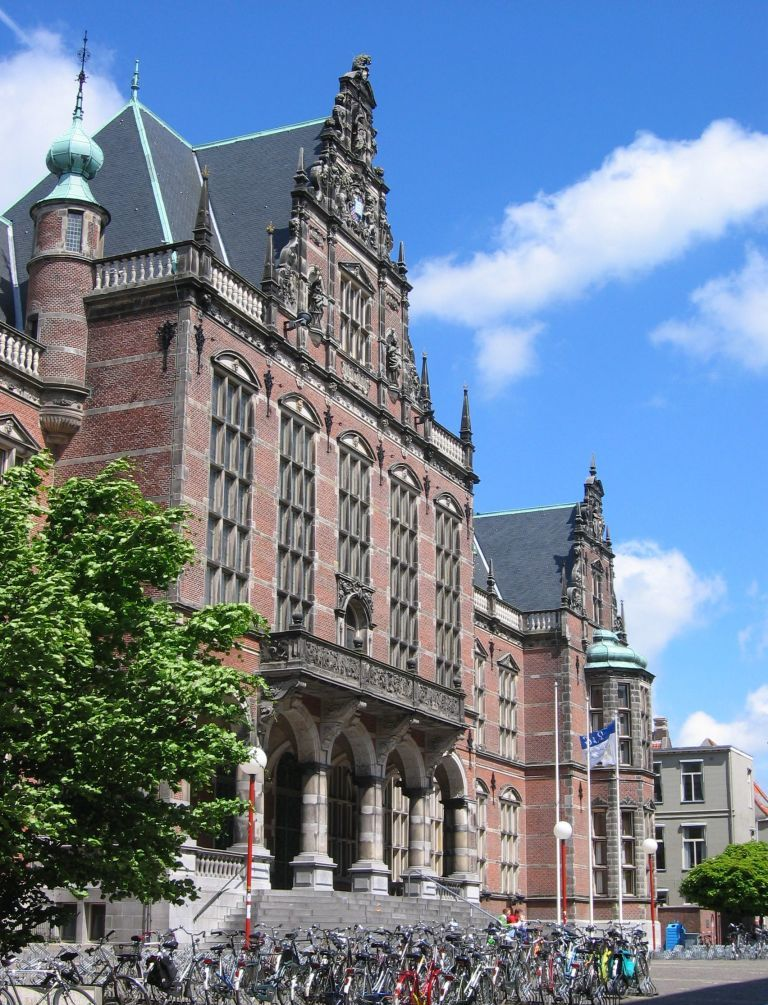
Academiegebouw

- Aaffien Olthofsgasthuis
- Der Aa-kerk
- Academiegebouw
- Aduardergasthuis
- Anna Varvers Convent
- Armhuiszitten Convent
- Astraat 19

## B
- Batavia
- Bella Vista
- Bernoulliborg
- Blauwe Weeshuis
- Bloemsingel 197
- Boter en Broodhuisje
- Brander
- Broerkerk
- Brugwachtershuisje Abrug

## C
- Calmershuis
- Campertoren
- Canterhuis
- Cascadecomplex
- Corneliagasthuis
- Crematorium
- CSG Augustinus
- CSG Wessel Gansfort

## D

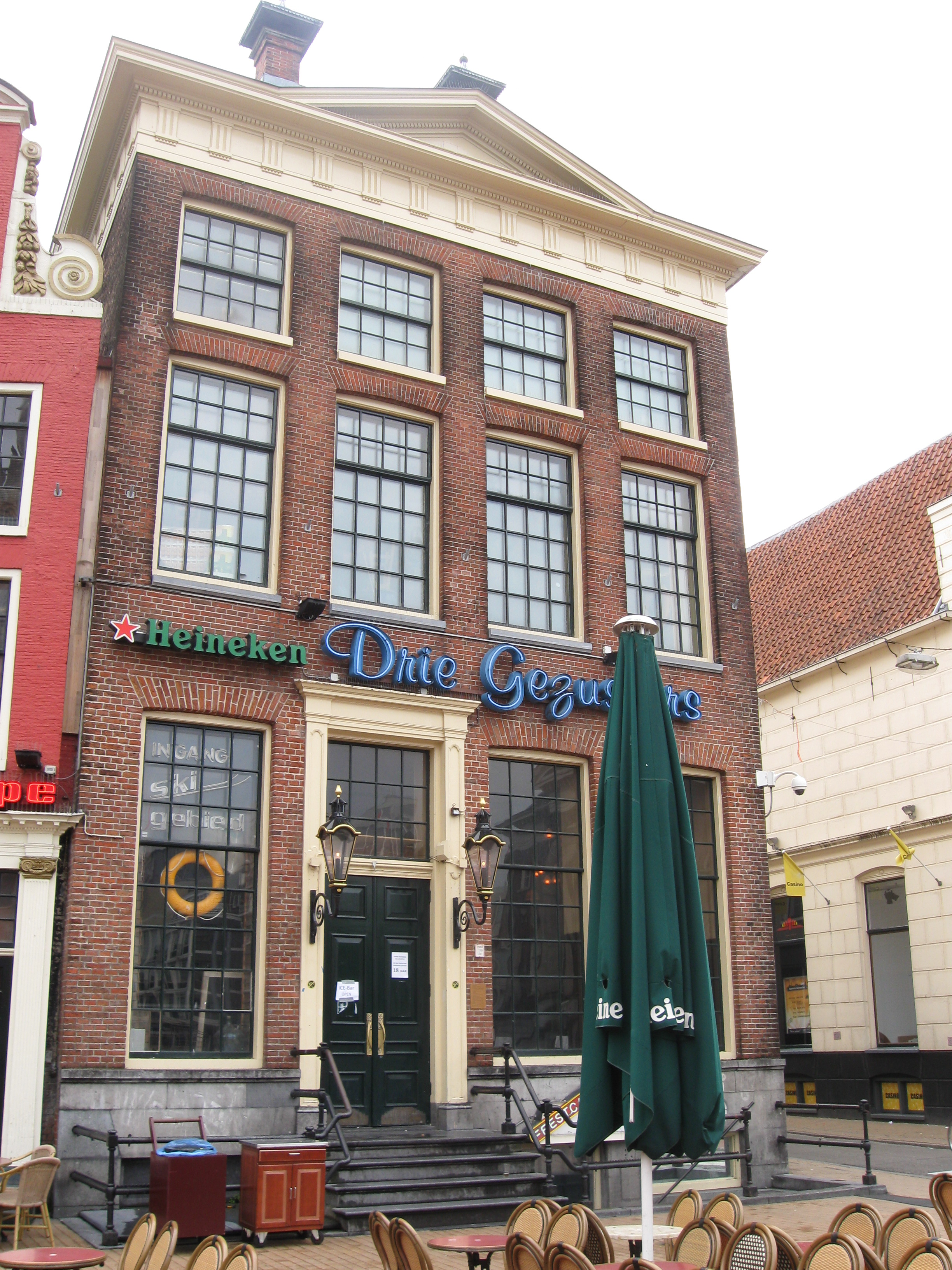
Drie Gezusters

- De drie Vlasblommen
- De Papiermolen
- Diakonessenhuis
- Dinkelpark
- Doopsgezind Gasthuis
- Doopsgezinde kerk
- DOT
- Drenkelaarstoren
- Drie Gezusters

## E
- Emmaplein 1
- Emmaplein 2-3
- Eugeria
- Euroborg

## F
- De Faun
- Fortuna
- Forum Groningen

## G
- Ganzevoortsingel 57
- Gasuniegebouw
- Gedempte Zuiderdiep 83
- Gerarda Gockingahuis
- Gotisch Huis
- Goudkantoor
- GRID Grafisch Museum Groningen
- Grand Theatre
- Groene Weeshuis
- De Groenling
- Groninger Museum

## H

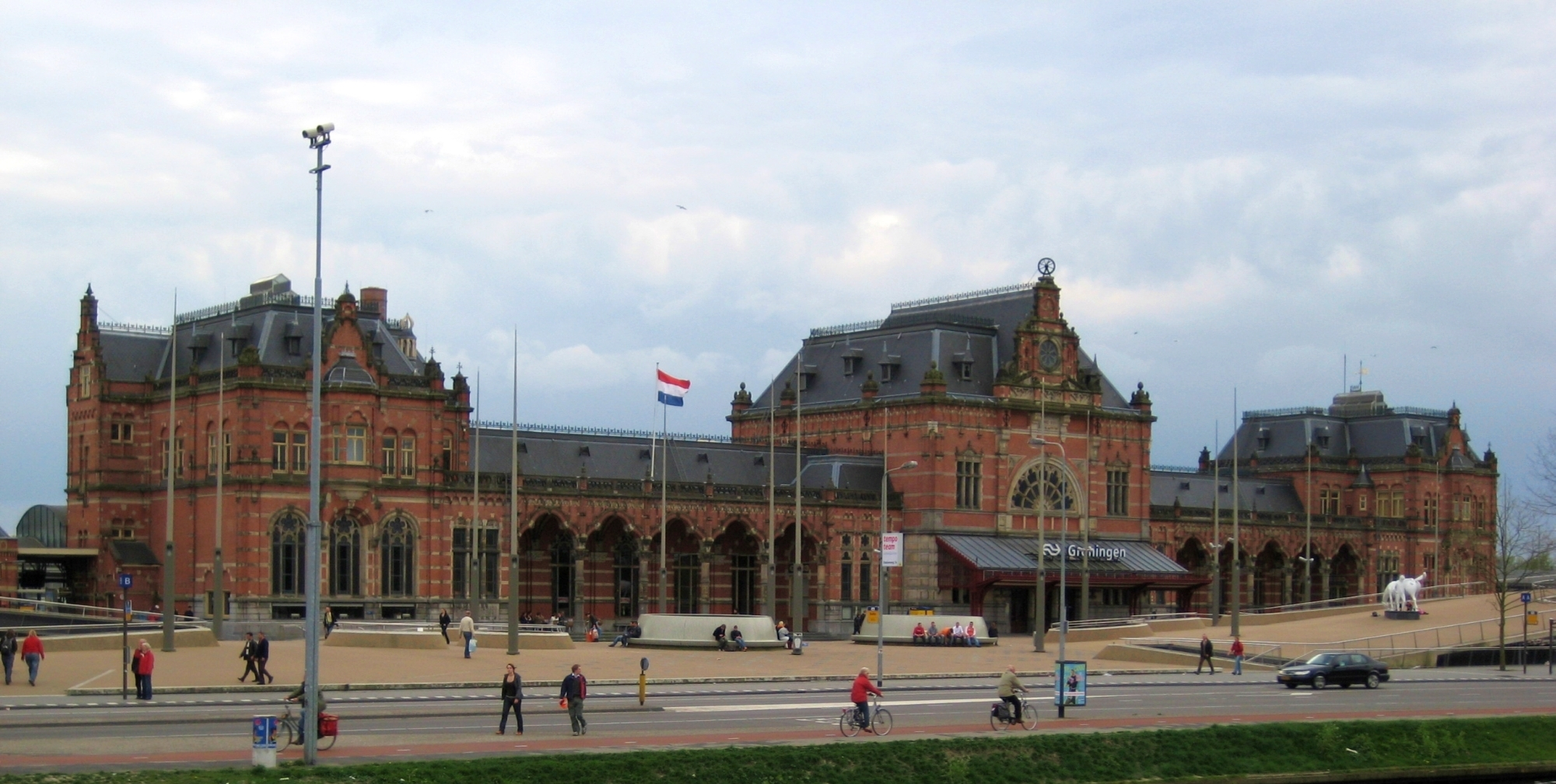
Hoofdstation

- De Harmonie
- Van Heemskerckstraat 75
- Heilig Hartkerk
- Helperkerk
- Helpermolen
- Hereplein 6-7
- Heresingel 8
- Herestraat 52 (vm. Hotel Willems)
- Hereweg 22-1
- Hereweg 31
- Hereweg 59-61
- Hereweg 73
- Hereweg 77
- Hereweg 87
- Hereweg 92
- Hereweg 108
- Hereweg 110
- Hereweg 112
- Hereweg 118
- Hereweg 126 en 130
- Hereweg 132-142
- Hete Kolen
- Hinckaertshuis
- Hoofdstation
- Hoofdpostkantoor
- Hunzecentrale
- Huis Groenestein
- Huize Tavenier

## I

Immanuelkerk

- Immanuelkerk

## J
- Jacob en Annagasthuis
- Jacobijnerklooster
- De Jonge Held
- Juffer Margarethagasthuis
- Juffer Tette Alberdagasthuis

## K
- Kardinge
- Kapel R.K. Kerkhof
- Kasteel Selwerd
- Kempkensberg
- Kerk van Dorkwerd
- Kerk van Engelbert

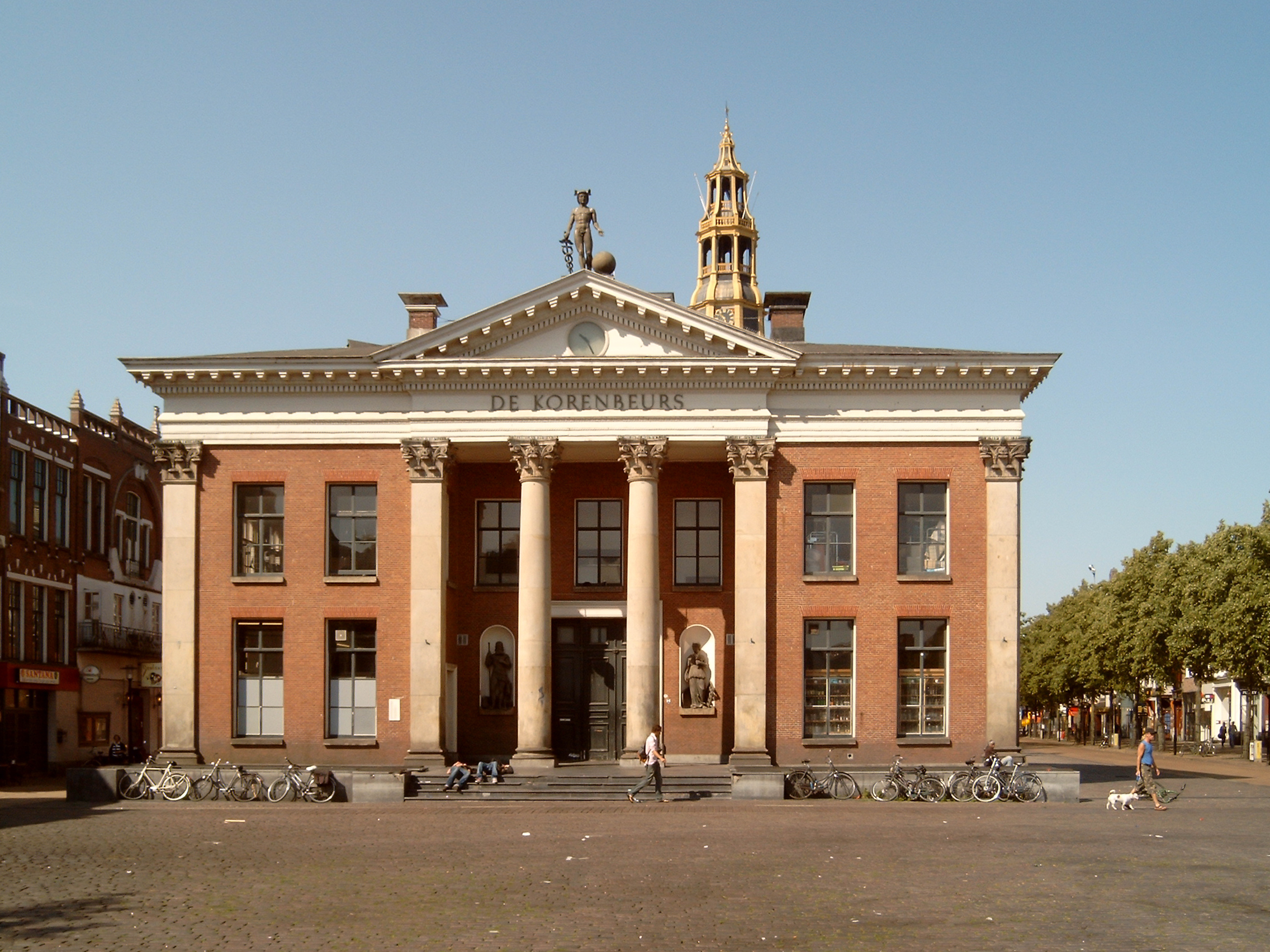
Korenbeurs

- Kerk van het Apostolisch Genootschap
- Kerk van Jezus Christus van de Heiligen der Laatste Dagen
- Kerk van Leegkerk
- Kerk van Middelbert
- Kerk van Noorddijk
- Kernfysisch Versneller Instituut
- Klein Toornvliet
- Kop van Oost
- Korenbeurs

## L
- La Liberté
- Laboratorium voor Infectieziekten
- Latteringe Gasthuis
- Lutherse Kerk

## M
- Mariakerk
- Martinitoren
- Martinikerk
- Martinuskerk
- Sint Martinusgasthuis
- Martiniplaza
- Martini Ziekenhuis
- Mediacentrale
- Mepschengasthuis
- Van Mesdagkliniek

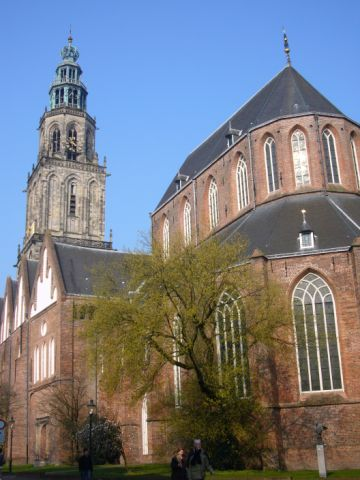
Martinikerk en toren

- Middengasthuis (Grote Leliestraat)
- Middengasthuis (Kleine Rozenstraat)
- Molukkenkerk

## N
- Natuurmuseum
- Nieuwe Kerk

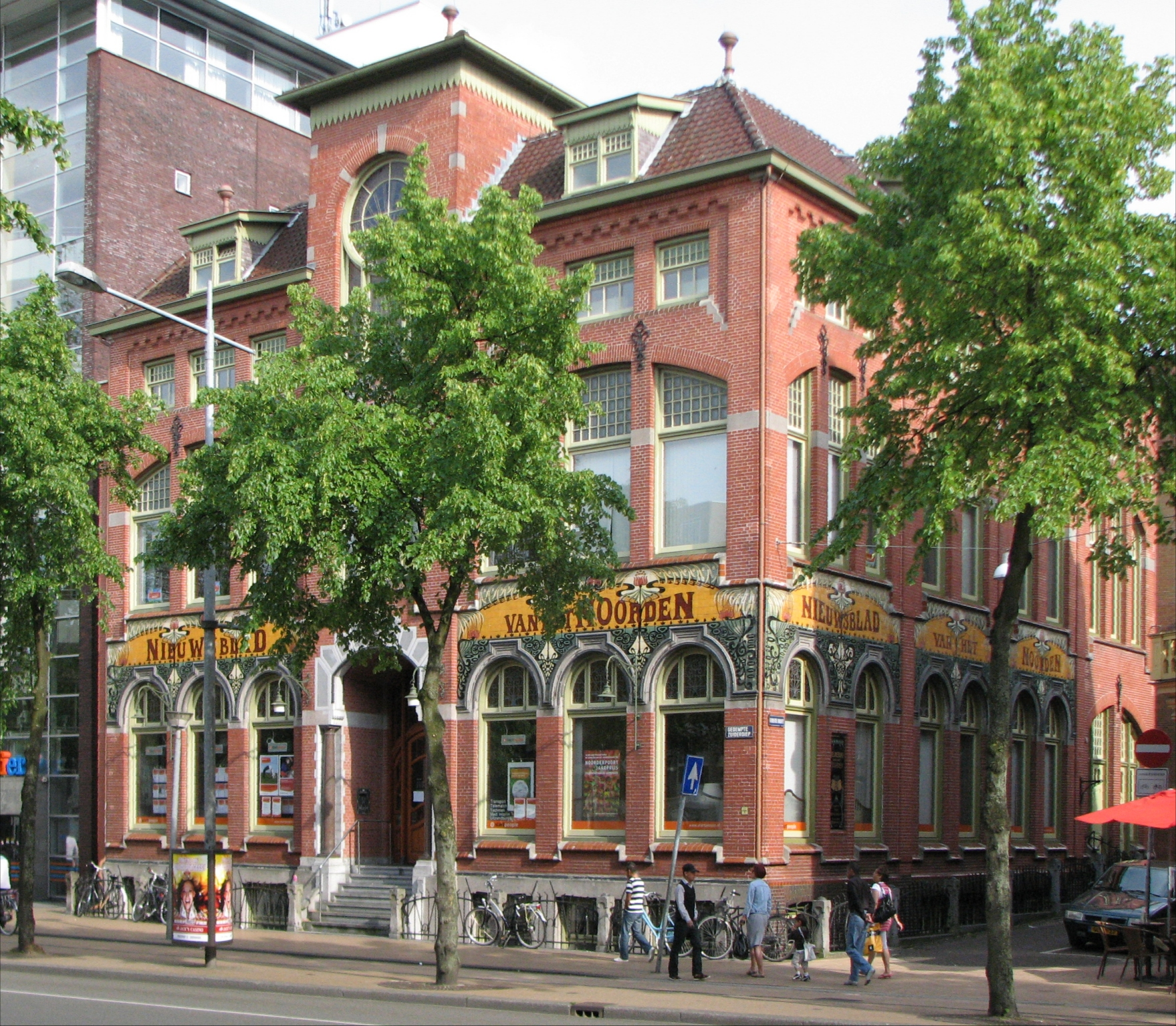
Nieuwsblad

- Nieuwe Stadhuis (zie ook Stadhuis)
- Nieuwsblad van het Noorden
- Noordelijk Scheepvaartmuseum
- Noorderbad
- Noordermolen
- Noorderstation

## O
- De Ommelanden
- Ommelanderhuis
- Oosterhaven 2-6
- Oosterkerk
- Oosterparkstadion
- De Oosterpoort
- Op Drift
- Opstandingskerk
- Orion (Morgenster)
- Oude Politieburo
- Oude RKZ

## P

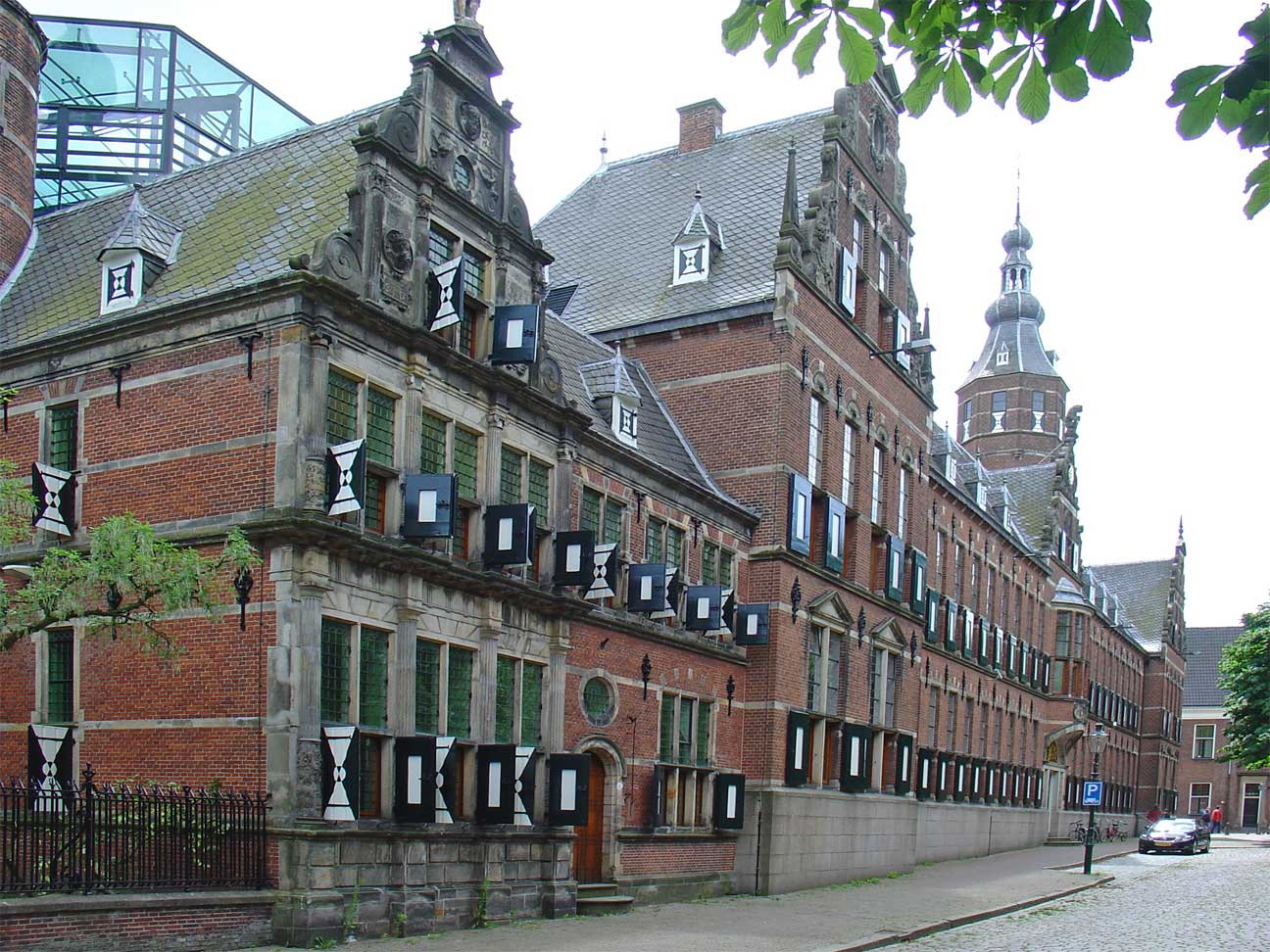
Provinciehuis

- Pakhuis Amsterdam
- Pakhuis Bremen
- Pakhuis Eem
- Pakhuis Hamburg
- Pakhuis Libau
- Pakhuis London
- De Papiermolen
- Parcival College
- Pastorie Sint-Franciscuskerk
- Paterskerk
- Pelstergasthuis
- Pelstergasthuiskerk
- Pepergasthuis
- Pepergasthuiskerk
- Pictura
- Pieternellagasthuis
- Pompstation Turfsingel
- Praedinius Gymnasium
- Prinsenhof
- Provinciehuis
- Puddingfabriek

## R

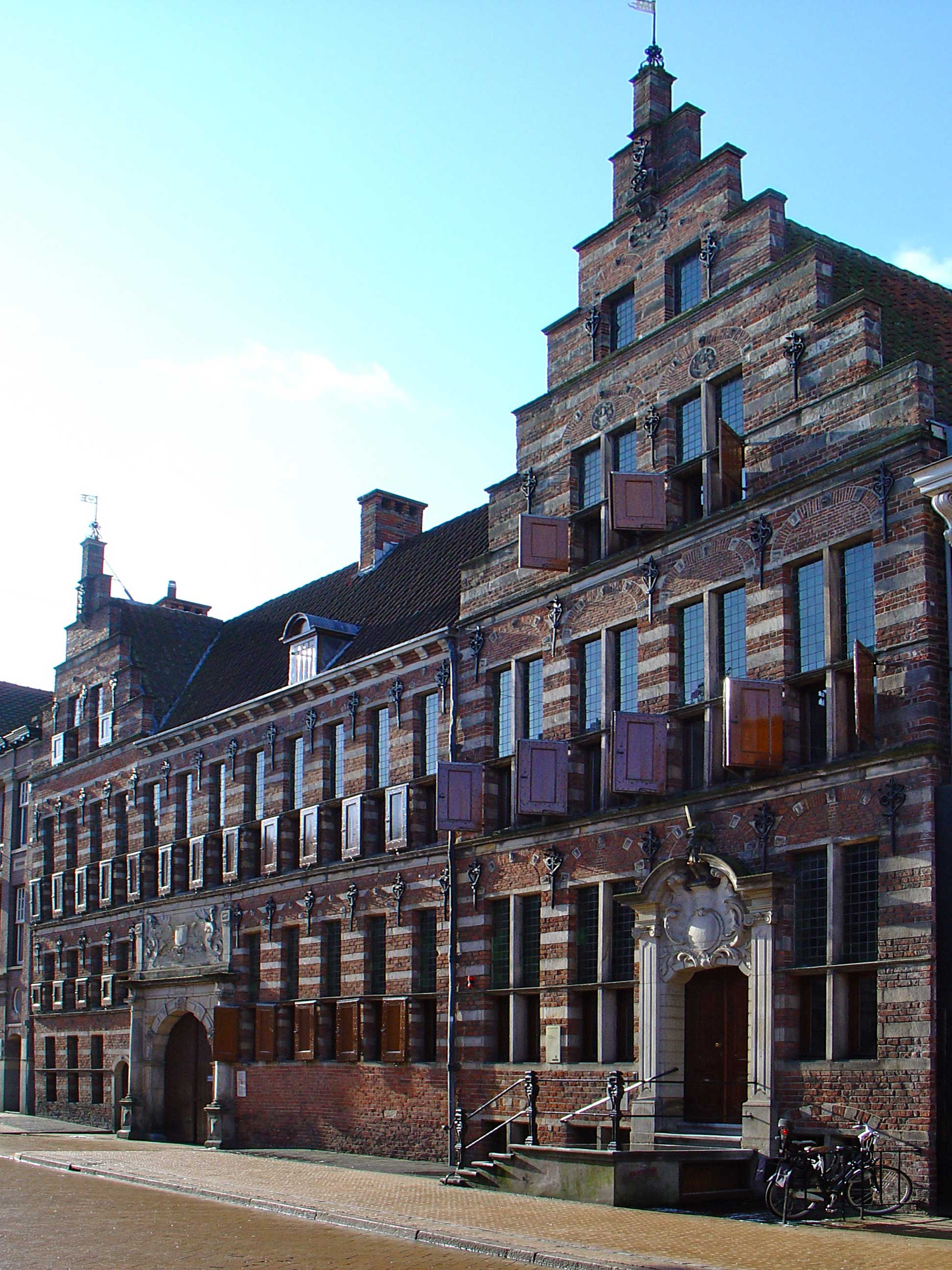
Oude rechtbank

- Rabenhauptkazerne
- Rechtbank
- Refajahkerk
- De Regentes
- Remonstrantse Kerk
- Remonstrants Gasthuis
- Rode Weeshuis
- De Rokade

## S
- San Salvatorkerk
- Selwerd I, II en III
- Scholtenhuis
- Scholtenskoepel
- Sichtermanhuis
- Sint Anthonygasthuis
- Sint Franciscuskerk
- Sint-Jozefkathedraal
- Sint-Martinuskerk
- Sint-Walburgkerk
- De Slingerij
- Smitsborg
- Sportcentrum Kardinge
- Stad en Lande (zuivelfabriek)

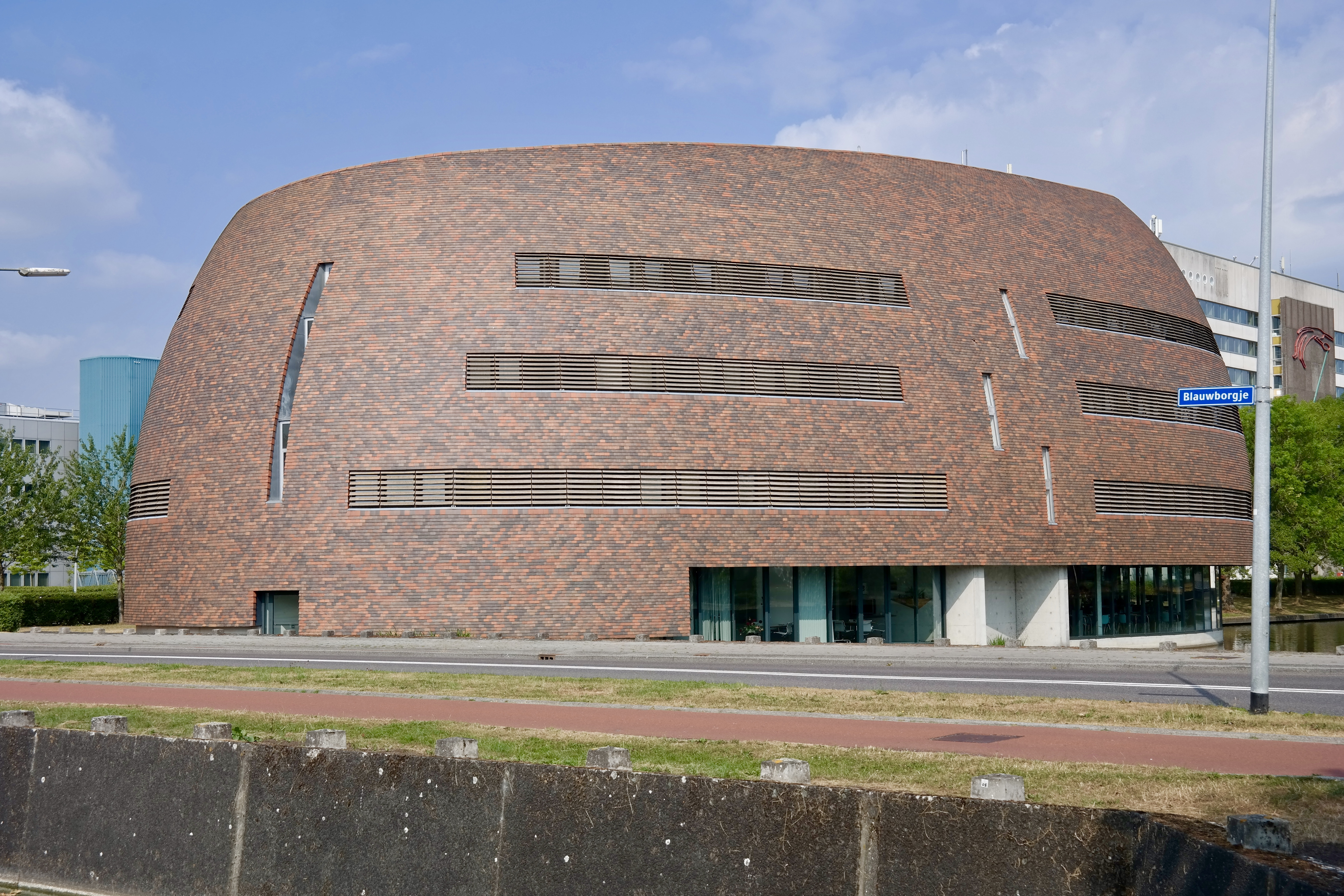
Smitsborg

- Stadhuis (zie ook Nieuwe Stadhuis)
- Stadskerk
- Stadsschouwburg
- Steentilstraat 2
- Stoker
- Synagoge

## T
- Tasmantoren
- Theekoepel in het Sterrebos
- Theresiakapel
- Tibbetoren
- Transformatorhuisje Esserhaag

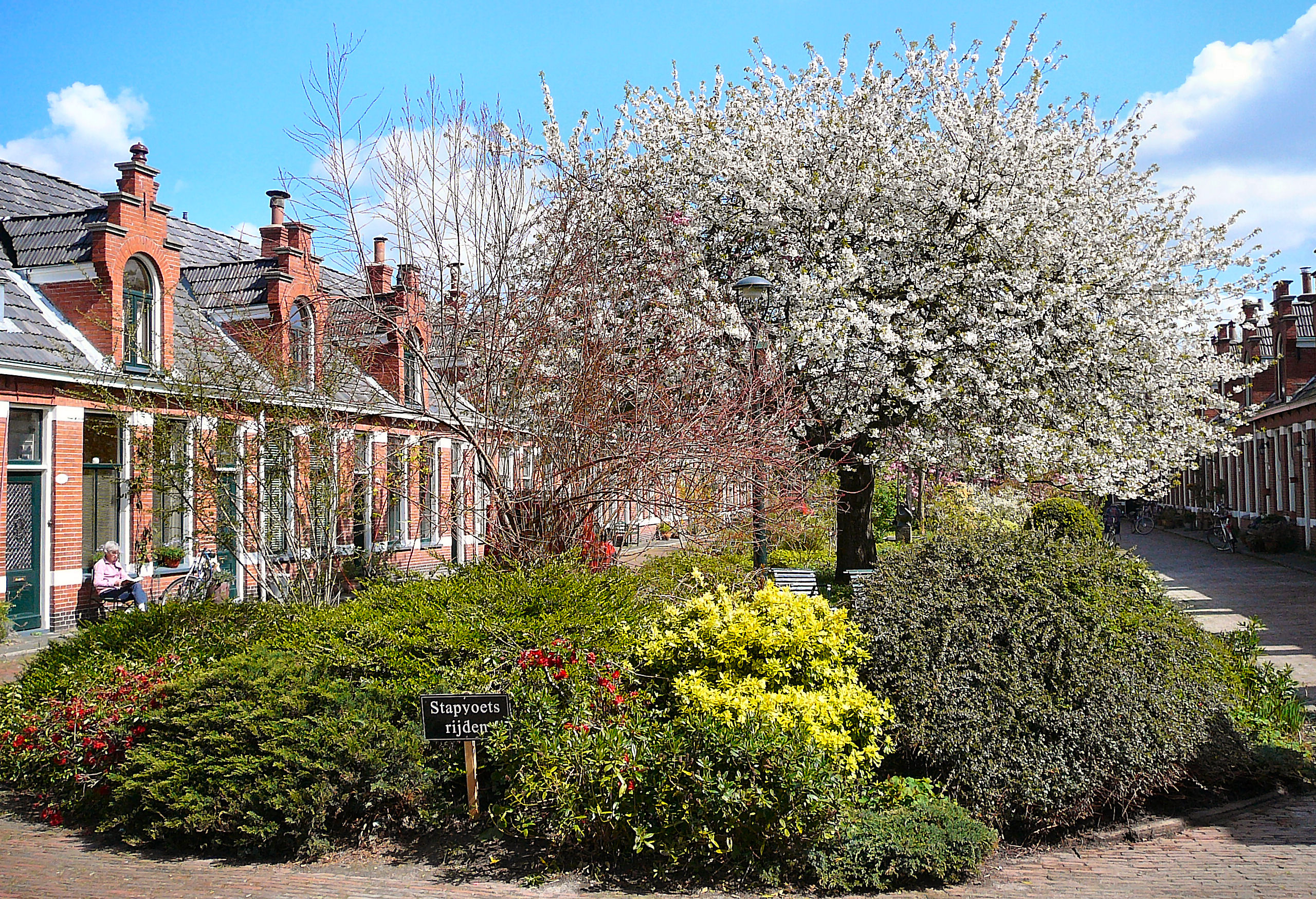
Typografengasthuis

- Transformatorhuisje Nieuwe Ebbingestraat
- Typografengasthuis

## U
- Ubbo Emmiussingel 77
- L'Union Provinciale
- Universitair Medisch Centrum Groningen
- Universiteitsbibliotheek (UB)
- Universiteitsmuseum
- Urinoir Hereweg
- Urinoir Hoge der A

## V
- Vensterschool Stadspark
- Verlengde Hereweg 21
- Verlengde Hereweg 25
- Verlengde Hereweg 33
- Villa Gelria
- Villa Heymans
- Villa Hilghestede
- Vismarkt 16
- Vismarkt 40
- VRIJDAG theater

## W
- Wall House #2
- Watertoren Hereweg
- Watertoren Hofstede de Grootkade
- Watertoren Noorderbinnensingel
- Weldadige Stichting Ketelaar-Bos
- Westerkerk
- Westerpakhuis
- Wielewaalflat
- Wilhelmina
- Willem Lodewijkpassage
- Winkelcentrum Paddepoel
- Witte Huis
- 't Witte Lam
- Wolters-Noordhoff Complex (WNC)

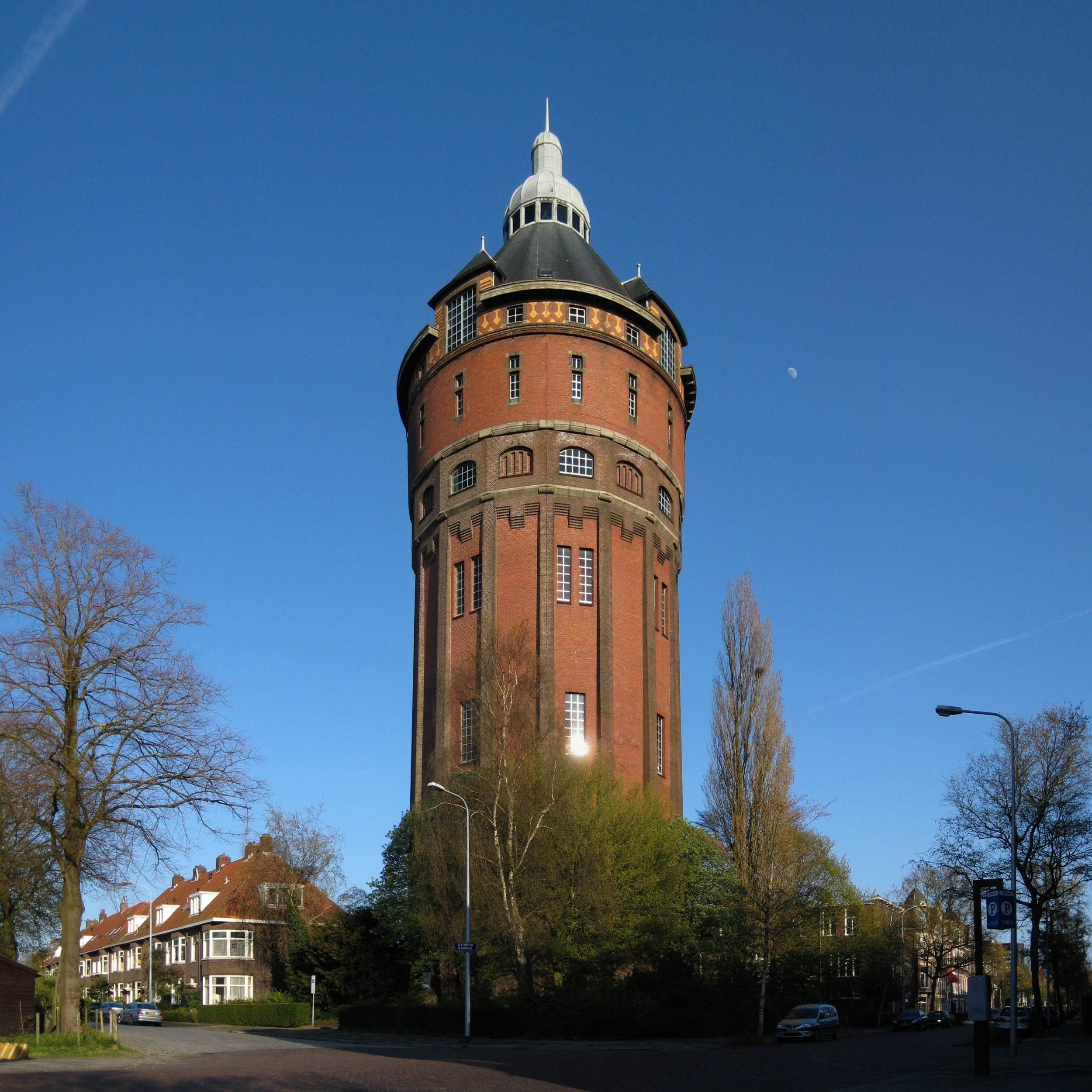
Watertoren Hofstede de Grootkade

- Woon- Werkhuis Hoogland en Versteegh
- Wytzes- of Schoonbeeksgasthuis

## Z
- Zernikeborg
- Zeylsgasthuis
- Zuiderkerk
- Zuidwendinger Molen